# Lupán Ernő
Lupán Ernő (Kézdivásárhely, 1929. január 4. – Kolozsvár, 2013. január 6.) erdélyi magyar jogász, gazdasági és jogi szakíró, egyetemi tanár.

## Életútja
Középiskolát Nagyváradon végzett (1949), filozófiát és jogot Kolozsvárt hallgatott, a moszkvai Lomonoszov Egyetemen szerzett jogi doktorátust (1956). Bukarestben lépett egyetemi pályára, előadó (1962–72), majd egyetemi tanár Kolozsváron, a Babeș–Bolyai Tudományegyetemen.
1989 után meghívott tanár a Sulyok István Református Főiskola rövid ideig működő jogi karán, valamint a kolozsvári Dimitrie Cantemir magánegyetemen. 2010-től a Sapientia Erdélyi Magyar Tudományegyetem tiszteletbeli egyetemi tanára. 2012-ben alapítványt hozott létre a Sapientián tanuló jogász hallgatók támogatására.

## Munkássága
Első írása moszkvai levélként az Igazságban jelent meg (1955). Ismeretterjesztő jogi és társadalomtudományi cikkeit A Hét, Előre, Igazság, Falvak Dolgozó Népe, Făclia, Satul Socialist, Ifjúmunkás közölte. Szaktanulmányai a Studia Universitatis Babeș-Bolyai jogi sorozatában, egyetemi jegyzetei, valamint külföldi folyóiratokban megjelent közleményei (orosz, csehszlovák és német szaklapok mellett a budapesti Közgazdasági Szemle, Jogtudományi Közlöny, Magyar Jog, Állam és Közigazgatás hasábjain) főleg a romániai agrárpolitika és szövetkezeti jog tárgyköréből valók.
1969-től 1989-ig a Korunk munkatársa, itt megjelentetett írásai a mezőgazdasági termelőszövetkezeti jogot, a román területi közigazgatást, a szocialista demokrácia és az alapvető emberi jogok biztosítását tárgyalják. Érdekes értekezése az ifjú Marx gondolati fejlődésének jogi forrásairól: Amikor Marx még nem volt "marxista" (Korunk, 1982/4), valamint Környezetvédelem és jog c. tanulmánya a Korunk 1989-es Évkönyvében. 1989 után polgári joggal foglalkozott, elsősorban a polgári jog általános részével és a személyekre vonatkozó szabályozással, de a polgári jogi felelősségről is közölt monográfiát. 2012-ben munkatársai és tanítványai 'Assentio mentium' című tisztelgő tanulmánykötettel (C. H. Beck, Bukarest, 2012) ünnepelték a 83 éves professzort.

### Főbb munkáiból

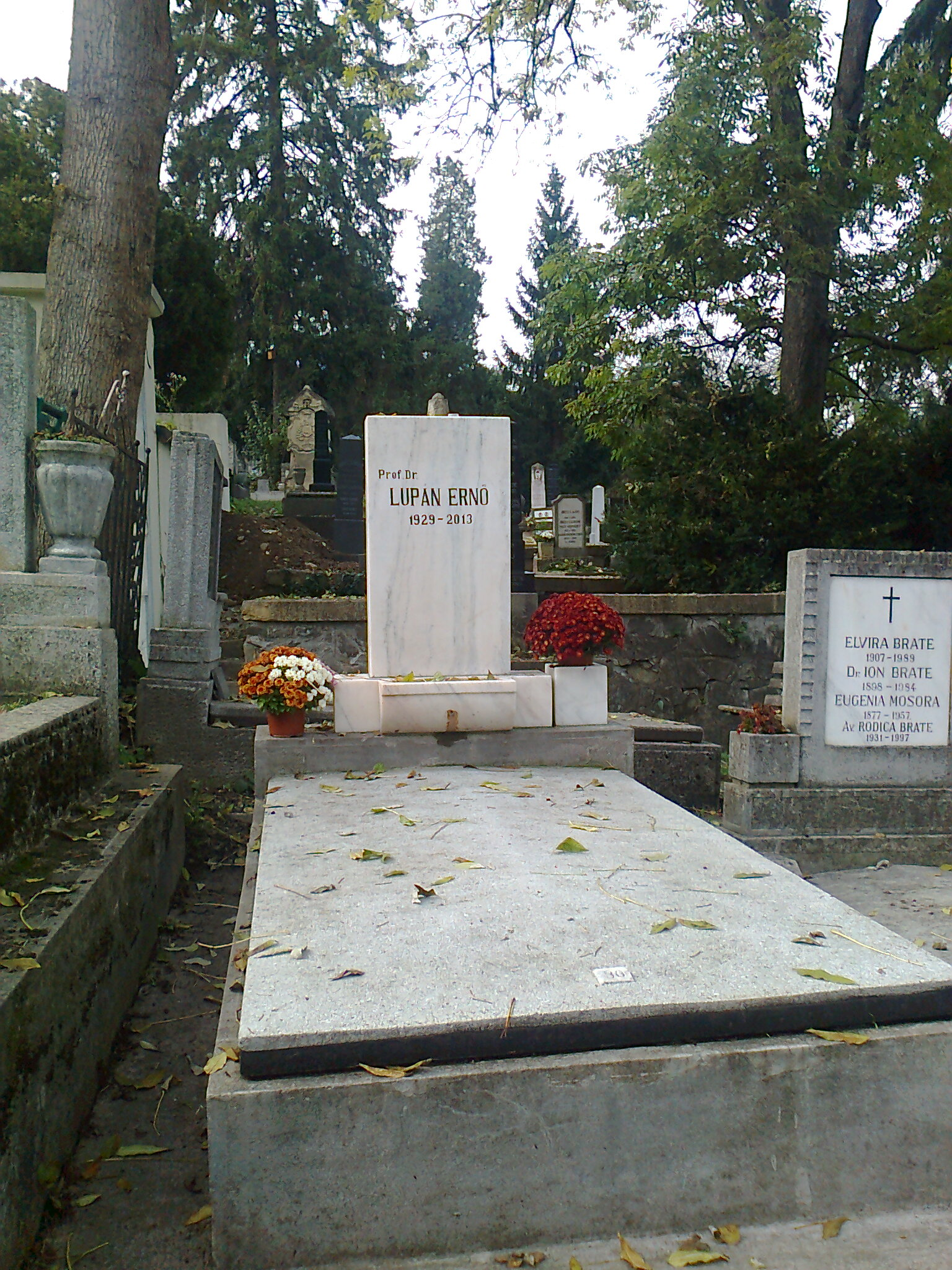
Sírja a Házsongárdi temetőben

- Îndrumar de terminologie juridică româno-maghiară. Drept civil. Partea generală. Persoanele (kétnyelvű előszó után román és magyar jogi kifejezések. Egyetemi kiadvány. Kolozsvár, 1981);
- Drept agrar I-II. (Egyetemi kiadvány. Kolozsvár, 1989);
- Tratat de drept civil român I. Partea generală (C. H. Beck, Bukarest, 2006, társszerző: Ioan Sabău-Pop);
- Tratat de drept civil român II. Persoanele (C. H. Beck, Bukarest, 2007, társszerző: Ioan Sabău-Pop);
- Tratat de dreptul protectiei mediului (C. H. Beck, Bukarest, 2009);
- Román-magyar magyarázó jogi szótár. Îndrumar de terminologie româno-maghiară. Polgári jog: általános rész, jogalanyok. Drept civil: partea generală, persoanele (Scientia Kiadó, Kolozsvár, 2011, társszerző: Sztranyiczki Szilárd).
- Drept civil. Partea generală conform noului Cod civil (C. H. Beck, Bukarest, 2012, társszerzők: Sztranyiczki Szilárd, Pantilimon Rikhárd-Árpád, Veress Emőd).